# فوينيكوكرويت
فوينيكوكرويت, يعرف أيضا ب ميلانوكرويت, هو كرومات الرصاص، معدن يوجد على هذه الصيغة Pb2OCrO4. تكون كريستالات برتقالية وحمراء زاهية. اكتشفت لأول مر في عام 1839 في ترسبات بريوزوفسكوي, في جبال الأورال, روسيا.